# Jason Marcano
Jason Marcano (sinh ngày 30 tháng 12 năm 1983) là một cầu thủ bóng đá đến từ Trinidad và Tobago thi đấu chuyên nghiệp cho San Juan Jabloteh ở vị trí tiền đạo.
Jason sinh ra trong gia đình của Maria John và Steve Marcano, là con trai duy nhất cùng với 5 chị em. Anh bắt đầu sự nghiệp bóng đá lúc 10 tuổi khi học tại Arima West Government primary school, sau đó anh thi đấu cho đội tuyển U-20 và U-23 Trinidad và Tobago năm 2003.
Jason đã kết hôn, có một con trai và sống cùng với gia đình ở Arima.